# Skate Canada 1995
Navigation
Édition précédente Édition suivante
Le Skate Canada (ou Internationaux Patinage Canada) est une compétition internationale de patinage artistique qui se déroule au Canada au cours de l'automne. Il accueille des patineurs amateurs de niveau senior dans quatre catégories: simple messieurs, simple dames, couple artistique et danse sur glace.
Le vingt-deuxième Skate Canada est organisé du 2 au 5 novembre 1995 à la Harbour Station de Saint-Jean dans la province du Nouveau-Brunswick. 

## Premier Grand Prix ISU
L'International Skating Union crée en 1995 un Grand Prix ISU pour les patineurs amateurs. Il se compose de cinq épreuves organisées par les cinq fédérations des pays :
- le Skate America
- le Skate Canada
- la Coupe d'Allemagne
- le Trophée de France
- le Trophée NHK

La Coupe de Russie  viendra s'ajouter en 1996 aux cinq épreuves précédentes.
Le Skate Canada est la deuxième compétition de la Série des champions ISU senior de la saison 1995/1996.

## Résultats

### Messieurs
| Rang | Nom                    | Pays        | Points | Prog. court | Prog. libre |
| ---- | ---------------------- | ----------- | ------ | ----------- | ----------- |
| 1    | Aleksey Urmanov        | Russie      | 1.5    | 1           | 1           |
| 2    | Michael Shmerkin       | Israël      | 4.5    | 3           | 3           |
| 3    | Éric Millot            | France      | 5.0    | 6           | 2           |
| 4    | Scott Davis            | États-Unis  | 5.0    | 2           | 4           |
| 5    | Steven Cousins         | Royaume-Uni | 7.0    | 4           | 5           |
| 6    | Vyacheslav Zahorodnyuk | Ukraine     | 8.5    | 5           | 6           |
| 7    | Dmytro Dmytrenko       | Ukraine     | 10.5   | 7           | 7           |
| 8    | Sébastien Britten      | Canada      | 12.5   | 9           | 8           |
| 9    | Cornel Gheorghe        | Roumanie    | 14.0   | 10          | 9           |
| 10   | Andrejs Vlascenko      | Allemagne   | 14.0   | 8           | 10          |
| 11   | Szabolcs Vidrai        | Hongrie     | 18.5   | 15          | 11          |
| 12   | Thierry Cérez          | France      | 18.5   | 13          | 12          |
| 13   | Jean-François Hébert   | Canada      | 19.0   | 12          | 13          |
| 14   | Naoki Shigematsu       | Japon       | 20.5   | 11          | 15          |
| 15   | Markus Leminen         | Finlande    | 21.0   | 14          | 14          |

### Dames
| Rang | Nom               | Pays       | Points | Prog. court | Prog. libre |
| ---- | ----------------- | ---------- | ------ | ----------- | ----------- |
| 1    | Michelle Kwan     | États-Unis | 1.5    | 1           | 1           |
| 2    | Hanae Yokoya      | Japon      | 3.0    | 2           | 2           |
| 3    | Josée Chouinard   | Canada     | 4.5    | 3           | 3           |
| 4    | Olga Markova      | Russie     | 6.0    | 4           | 4           |
| 5    | Susan Humphreys   | Canada     | 8.0    | 6           | 5           |
| 6    | Lucinda Ruh       | Suisse     | 9.5    | 5           | 7           |
| 7    | Krisztina Czakó   | Hongrie    | 10.0   | 8           | 6           |
| 8    | Elena Liashenko   | Ukraine    | 11.5   | 7           | 8           |
| 9    | Evelyn Großmann   | Allemagne  | 14.0   | 10          | 9           |
| 10   | Jennifer Robinson | Canada     | 14.5   | 9           | 10          |

### Couples
| Rang | Nom                                       | Pays        | Points | Prog. court | Prog. libre |
| ---- | ----------------------------------------- | ----------- | ------ | ----------- | ----------- |
| 1    | Evgenia Shishkova / Vadim Naumov          | Russie      | 1.5    | 1           | 1           |
| 2    | Maria Petrova / Anton Sikharulidze        | Russie      | 3.0    | 2           | 2           |
| 3    | Jodeyne Higgins / Sean Rice               | Canada      | 4.5    | 3           | 3           |
| 4    | Shelby Lyons / Brian Wells                | États-Unis  | 6.5    | 5           | 4           |
| 5    | Olena Bilousivska / Serhiy Potalov        | Ukraine     | 7.0    | 4           | 5           |
| 6    | Line Haddad / Sylvain Privé               | France      | 9.5    | 7           | 6           |
| 7    | Michelle Menzies / Jean-Michel Bombardier | Canada      | 10.0   | 6           | 7           |
| 8    | Lesley Rogers / Michael Aldred            | Royaume-Uni | 12.0   | 8           | 8           |

### Danse sur glace
| Rang | Nom                                       | Pays               | Points | Danse imposée 1 | Danse imposée 2 | Danse originale | Danse libre |
| ---- | ----------------------------------------- | ------------------ | ------ | --------------- | --------------- | --------------- | ----------- |
| 1    | Shae-Lynn Bourne / Victor Kraatz          | Canada             | 2.0    | 1               | 1               | 1               | 1           |
| 2    | Marina Anissina / Gwendal Peizerat        | France             | 4.0    | 2               | 2               | 2               | 2           |
| 3    | Irina Romanova / Igor Yaroshenko          | Ukraine            | 6.0    | 3               | 3               | 3               | 3           |
| 4    | Irina Lobatcheva / Ilia Averboukh         | Russie             | 8.0    | 4               | 4               | 4               | 4           |
| 5    | Elizaveta Stekolnikova / Dmitri Kazarlyga | Kazakhstan         | 10.0   | 5               | 5               | 5               | 5           |
| 6    | Kateřina Mrázová / Martin Šimeček         | République tchèque | 12.0   | 6               | 6               | 6               | 6           |
| 7    | Barbara Fusar-Poli / Maurizio Margaglio   | Italie             | 15.0   | 8               | 8               | 8               | 7           |
| 8    | Margarita Drobiazko / Povilas Vanagas     | Lituanie           | 15.0   | 7               | 7               | 7               | 8           |
| 9    | Kati Winkler / René Lohse                 | Allemagne          | 19.0   | 10              | 10              | 10              | 9           |
| 10   | Megan Wing / Aaron Lowe                   | Canada             | 19.0   | 9               | 9               | 9               | 10          |
| 11   | Agnès Jacquemard / Alexis Gayet           | France             | 22.0   | 11              | 11              | 11              | 11          |

## Sources
- Patinage Magazine N°50 (Décembre 1995-Janvier/Février 1996)
- Résultats des cinq compétitions du Grand Prix ISU 1995
- Résultats des podiums du skate Canada et des patineurs canadiens, skatecanada.ca